# دهستان منجوان شرقی
دهستان منجوان شرقی یکی از دهستان‌های استان آذربایجان شرقی است که در بخش منجوان شهرستان خداآفرین واقع شده‌است.